# Tour de Pologne 1970
27. edycja wyścigu kolarskiego Tour de Pologne odbyła się w dniach 22 lipca – 1 sierpnia 1970. Rywalizację rozpoczęło 107 kolarzy, a ukończyło 67. Łączna długość wyścigu – 1611 km.
Pierwsze miejsce w klasyfikacji generalnej zajął Jan Stachura (Unia Oświęcim), drugie Czesław Polewiak (LZS Gryf Słupsk), a trzecie Tadeusz Szpak (Włókniarz Łódź).
Wyścig jak na uroczystości przypadające w 1970 roku (50-lecie PZKol i 25-lecie LZS) nie miał dobrej, krajowej obsady (m.in. Szurkowski i Matusiak startowali w wyścigu dookoła Szwecji), ale dobrze zaprezentowały się ekipy zagraniczne (startowało sześć ekip z:ZSRR, NRD, Bułgarii, Czechosłowacji, Danii i Holandii). Wielkim pechowcem wyścigu był Zygmunt Hanusik, który przewrócił się na źle przygotowanej bieżni w Gorlicach, na finiszu III etapu i w rezultacie złamał obojczyk. Sędzią głównym wyścigu był Andrzej Nowak.

## Etapy
| Etap      | Data       | Start – meta                  | Długość (km)            | Zwycięzca etapu      | Lider            |
| I etap    | 22 lipca   | Kurów – Zamość                | 160                     | Zenon Czechowski     | Zenon Czechowski |
| II etap   | 23 lipca   | Zamość – Tarnobrzeg           | 151                     | Tadeusz Prasek       | Zenon Czechowski |
| III etap  | 24 lipca   | Tarnobrzeg – Gorlice          | 154                     | Karl Miersch         | Czesław Polewiak |
| IV etap   | 25 lipca   | Limanowa – Oświęcim           | 156                     | Zenon Czechowski     | Zenon Czechowski |
| V etap    | 26 lipca   | Oświęcim – Kęty – Oświęcim    | 37 (jazda ind. na czas) | Jan Stachura         | Henryk Woźniak   |
| VI etap   | 27 lipca   | Oświęcim – Bielsko-Biała      | 137                     | Zenon Czechowski     | Henryk Woźniak   |
| VII etap  | 28 lipca   | Bielsko-Biała – Kędzierzyn    | 147                     | Franciszek Surmiński | Tadeusz Bochnia  |
| VIII etap | 29 lipca   | Koźle – Kłodzko               | 127                     | Karl Miersch         | Jan Stachura     |
| IX etap   | 29 lipca   | Polanica – Kłodzko – Polanica | 25 (jazda ind. na czas) | Jerzy Winkler        | Jan Stachura     |
| X etap    | 30 lipca   | Kłodzko – Bolesławiec         | 171                     | Henryk Woźniak       | Jan Stachura     |
| XI etap   | 31 lipca   | Bolesławiec – Krotoszyn       | 162                     | Józef Gawliczek      | Jan Stachura     |
| XII etap  | 1 sierpnia | Krotoszyn – Inowrocław        | 167                     | Jacek Hertel         | Jan Stachura     |

## Końcowa klasyfikacja generalna

### Klasyfikacja indywidualna
| Poz. | Zawodnik          | Kraj   | Zespół               | Czas (średnia km/h)       |
| ---- | ----------------- | ------ | -------------------- | ------------------------- |
| 1.   | Jan Stachura      | Polska | Unia Oświęcim        | 38h 53' 53" (41,416 km/h) |
| 2.   | Czesław Polewiak  | Polska | LZS Gryf Słupsk      | +03' 50"                  |
| 3.   | Tadeusz Szpak     | Polska | Włókniarz Łódź       | +07' 07"                  |
| 4.   | Henryk Woźniak    | Polska | LZS Gryf Szczecin    | +07' 13"                  |
| 5.   | Stanisław Labocha | Polska | LZS Gryf Szczecin    | +07' 56"                  |
| 6.   | Tadeusz Bochnia   | Polska | Kolejarz Gliwice     | +09' 49"                  |
| 7.   | Stanisław Demel   | Polska | Polonia Warszawa     | +11' 13"                  |
| 8.   | Józef Gawliczek   | Polska | LZS Będzin           | +13' 32"                  |
| 9.   | Jurij Połupanow   | ZSRR   | ZSRR                 | +14' 32"                  |
| 10.  | Edward Barcik     | Polska | LKS Zarzewie Prudnik | +15' 32"                  |

### Klasyfikacja drużynowa
Klasyfikacji drużynowej nie przeprowadzono.

### Klasyfikacja najaktywniejszych
| 1. | Henryk Woźniak  | Polska | 66 pkt |
| 2. | Karl Miersch    | NRD    | 42 pkt |
| 3. | Stanisław Gazda | Polska | 41 pkt |
| 4. | Jan Stachura    | Polska | 41 pkt |
| 5. | Jerzy Winkler   | Polska | 36 pkt |

### Klasyfikacja górska
Lider klasyfikacji górskiej jechał w wyścigu wyjątkowo w koszulce białej.
| 1. | Jurij Połupanow  | ZSRR           | 33 pkt |
| 2. | Czesław Polewiak | Polska         | 30 pkt |
| 3. | Emil Hekele      | Czechosłowacja | 27 pkt |
| 4. | Dimitr Triszin   | ZSRR           | 12 pkt |
| 5. | Tadeusz Prasek   | Polska         | 12 pkt |

### Klasyfikacja na najlepszych zawodników do lat 22
| 1. | Edward Barcik       | Polska |
| 2. | Wiesław Jezierski   | Polska |
| 3. | Kazimierz Flak      | Polska |
| 4. | Werner Weisemann    | NRD    |
| 5. | Mikołaj Słobodeniuk | ZSRR   |

### Klasyfikacja na najszybszych zawodników wyścigu
| 1. | Jan Stachura   | Polska |
| 2. | Jerzy Winkler  | Polska |
| 3. | Henryk Woźniak | Polska |
| 4. | Dimitr Triszin | ZSRR   |
| 5. | Edward Barcik  | Polska |